# Nandu
A nandu (Rhea americana, spanyolul: ñandú) a struccalakúak (Struthioniformes) rendjébe, a nandufélék (Rheidae) családjába tartozó Rhea nem egyetlen faja.
Egyes rendszerbesorolások ebbe a nembe sorolják a Darwin-nandut is Rhea pennata néven.

## Elterjedése, élőhelye
Dél-Amerikában Bolívia, Uruguay,  Paraguay, Brazília és Argentína nyílt füves térségeinek lakója.

## Alfajai
- Rhea americana americana
- Rhea americana intermedia
- Rhea americana nobilis
- Rhea americana araneipes
- Rhea americana albescens

## Megjelenése, felépítése
Első pillantásra olyan, mintha kis strucc lenne, de alkata lényegesen karcsúbb annál: testhossza mintegy 1,27–1,4 m, de tömege csak 20–27 kg. A kakas magassága a 2,5 métert is elérheti (átlagosan mintegy 1,5 méter).
Csőre széles, a medencéje nyílt. A kakas tollazata éppen olyan szerény, mint a tyúké: háta hamuszürke, a hasa piszkosfehér, nyaka és melle fekete. Fejének csupasz részei hússzínűek, csőre szürkésbarna, lába palaszürke. Dísztollai egyáltalán nincsenek. A nőstény melle világosabb, mint a hímé. Farktollai csaknem hiányoznak.

## Életmódja, élőhelye
A pampákon él kis csapatokban, gyakran szarvasfélékkel együtt. Keresi a bokrok és a magas fű takarását. Repülni nem tud, ezért tápláléka a többi futómadáréhoz hasonlóan magvakból, rovarokból és fűfélékből áll.
Kitartóan fut; menekülés közben időnként a nyúlhoz hasonlóan bukfencezik vagy lelapul.
Pihenő testtartása rendkívül jellegzetes: a földre hasal, fejét felemeli, lábait viszont párhuzamosan hátranyújtja.

## Szaporodása

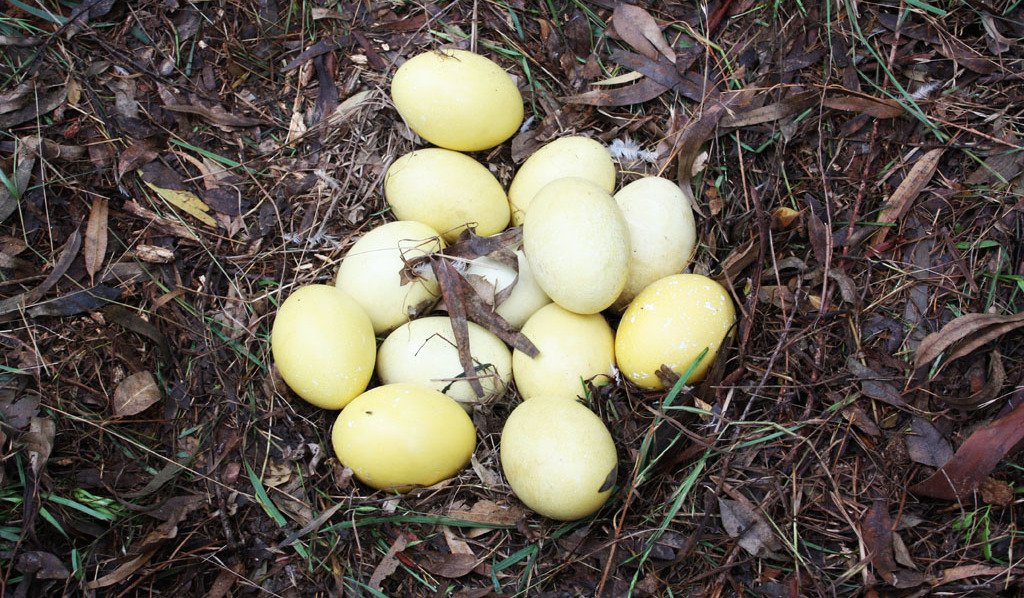
Egy fészekalj

A dürgő kakasok kitárják szárnyukat, és szélesre felfújják hosszú nyakukat. Ebben a pózban dörgő „nan-du”kiáltással és násztánccal imponálnak a tyúkoknak, a rivális hímeket pedig erős rúgásokkal űzik el. Egy hím több tojóval is párosodik, és azok egy tágas, a földbe kapart és fűvel bélelt, sekély fészekbe rakják sárgás tojásaikat, melyek tízszer nagyobban a házi tyúk tojásainál. A kakas a fészek közelében már csak az éppen tojó tyúkot tűri meg – egy-egy tyúk 2–3 naponta tojik egy tojást; összesen kettőt-hármat. A nandu fészkében gyakran húsz tojás is van. A kakas kiterjeszti szárnyát, hogy a tojás puhára pottyanjon, majd csőrével hengergeti azt a fészekbe. A tyúk eztán odébbáll, és más kakast keres magának, a fészket őrző kakas pedig 29–43 napig kotlik. A teljes fészekalj 13–17 tojásból áll. Néha több a tojás, mint amennyit a hím le tud takarni. Ilyenkor a felesleges tojások kihűlnek és megzápulnak. A fészekhagyó csibék nagyjából egyszerre – 36 órán belül kelnek ki, és kb. 6 hónapon belül érik el a felnőtt méreteket.

## Felhasználása
Dél-Amerikában az emberek nagy hasznát veszik a nandunak. A tollát törlőruhának használják, a bőréből köpenyt varrnak. A fiatal madár húsa ízletes, de idősebb korában roppant rágóssá válik.

## Állatkertekben
Magyarországon a Budapesti Állatkertben, a Nyíregyházi Állatparkban, a Veszprémi Állatkertben,a Jászberényi Állatkertben a Szegedi Vadasparkban,a Pécsi Állatkertben és a Debreceni Állatkertben tartanak nandukat.

## Képek
|  |  |  |  |